# Einar Gerhardsen
Einar Henry Gerhardsen (10. května 1897 – 19. září 1987) byl norský politik, klíčová postava norských politických dějin 20. století. Byl představitelem sociálnědemokratické Norské strany práce, v jejímž čele stál v letech 1945–1965. Celkem byl 17 let premiérem své země, což je norský rekord. Předsedou vlády byl ve třech obdobích 1945–1951, 1955–1963 a 1963–1965. Byl tvůrcem norské verze sociálního státu i konstruktérem poválečného rozkvětu norské ekonomiky. V Norsku je často nazýván Otec vlasti (Landsfaderen). V letech 1954–1955 byl předsedou norského parlamentu, Stortingu.
Původně byl silničním dělníkem. Roku 1940 se stal starostou Osla. Za nacistické okupace se účastnil odbojového hnutí, za což byl uvězněn v koncentračních táborech Grini a Sachsenhausen. Po válce učinil ze socialistické strany hegemona norské politiky, většinu v parlamentu držela nepřetržitě od roku 1945 do roku 1961. Jeho model sociálního státu spočíval v kombinaci volného trhu a silné státní kontroly v oblasti bankovnictví a některých sektorech průmyslu, což umožnilo minimalizovat nezaměstnanost. Typickým bylo rovněž silné progresivní zdanění, jež umožnilo velkorysý systém sociální pomoci, který odstranil chudobu. V zahraniční politice kladl důraz na spolupráci se Západem a patřil k zakládajícím členům NATO. Dokumenty z roku 1958 rovněž odhalily silnou norskou spolupráci s Izraelem, byla to právě Gerhardsenova vláda, která umožnila Izraeli rozvinout jeho jaderný program.